# انتونیو توماس
انتونیو توماس (انگلیسی: Antonio Tomás؛ زادهٔ ۱۹ ژانویهٔ ۱۹۸۵) بازیکن فوتبال اهل اسپانیا است.
از باشگاه‌هایی که در آن بازی کرده‌است می‌توان به باشگاه فوتبال راسینگ سانتاندر، باشگاه فوتبال رئال ساراگوسا، باشگاه فوتبال نومانسیا، باشگاه فوتبال دپورتیوو لاکرونیا، و باشگاه فوتبال زسکا صوفیه اشاره کرد.